# Myōui Mina
Myōui Sharon Mina (San Antonio, EUA, 24 de març de 1997) és una de les ballarines principals i vocalista del grup de K-Pop sud-coreà TWICE.

## Pre-Debut
Mina va néixer el 24 de març del 1997 a San Antonio, Texas, Estats Units. Els seus pares són tots dos originaris del Japó. Tot i haver nascut als Estats Units, va créixer al Japó, a Nishinomiya, Prefectura de Hyogo. Des de petita li va agradar la dansa, i va començar a estudiar ballet amb vuit anys. Després es va interessar per dTanses més modernes i va anar a l'escola de dansa Urizip. Va descobrir el K-Pop quan anava a secundària i una amiga seva li va recomanar ballar-ne una cançó.
La seva mare i ella anaven de compres al centre comercial Hankyu,a Umeda (Osaka) on es feien les audicions per entrar a JYP Entertainment. Un agent la va animar a presentar-se, ja que era l'últim dia. Al final va decidir que ho faria i va cantar la cançó Goodbye Baby del grup Miss A, de la mateixa companyia. Els seus pares no van estar d'acord amb la decisió sobtada d'anar a Corea del Sud, deixar els estudis i deixar el ballet que havia estudiat durant onze anys. Al final, el 2 de gener del 2014, Mina se'n va anar a Corea del Sud per convertir-se en trainee.
Després d'un any d'entrenament (el període més curt en comparació a totes les membres de TWICE), Mina va ser escollida per participar al concurs SIXTEEN.

## Carrera
Posició al grup
Mina és una de les ballarines principals de TWICE, juntament amb Momo. Com que practicà ballet durant més de deu anys, té molta elegància i delicadesa corporal a l'hora de ballar. És per això que els fans de TWICE l'anomenen Black Swan o Ballarina. També ha rebut el nom de pingüí, per la manera per la que camina. Mina també és sub-vocalista. Tot i no tenir una tècnica molt bona com les vocalistes, té un rang vocal prou ampli. Pot baixar una octava (D3) i pot pujar de manera estable 3 octaves (fins a D# 5).
Problemes de salut
L'11 de juliol del 2019 l'agència de JYP Entertainment va publicar que Mina estava tenint problemes de tensió psicològica i ansietat dalt dels escenaris. Així doncs, no participaria en el tour TWICELIGHTS, ja que devia recuperar-se. El 27 d'agost del 2019, l'agència va comunicar que havia estat diagnosticada amb trastorn d'ansietat, i que demanava als fans comprensió i suport. Mina va anar recuperant-se a poc a poc, i el 23 d'octubre va participar al concert de TWICELIGHTS al Japó. Va expressar que la seva salut semblava haver millorat molt, i donà les gràcies pels seus ànims.